# Пасігат
Пасігат (англ. Pasighat) — місто у Північно-Східній Індії, адміністративний центр округу Східний Сіанг індійського штату Аруначал-Прадеш.

## Географія
Розташований у центральній частині штату.

### Клімат
Місто знаходиться у зоні, котра характеризується вологим субтропічним кліматом. Найтепліший місяць — серпень із середньою температурою 27.7 °C (81.9 °F). Найхолодніший місяць — січень, із середньою температурою 17.6 °С (63.7 °F).
| Клімат Пасігата         | Клімат Пасігата | Клімат Пасігата | Клімат Пасігата | Клімат Пасігата | Клімат Пасігата | Клімат Пасігата | Клімат Пасігата | Клімат Пасігата | Клімат Пасігата | Клімат Пасігата | Клімат Пасігата | Клімат Пасігата | Клімат Пасігата |
| Показник                | Січ.            | Лют.            | Бер.            | Квіт.           | Трав.           | Черв.           | Лип.            | Серп.           | Вер.            | Жовт.           | Лист.           | Груд.           | Рік             |
| Середній максимум, °C   | 22,8            | 23              | 26              | 27,8            | 29,3            | 30,7            | 30,4            | 31,5            | 30,5            | 29,4            | 27,2            | 24,1            | 27,7            |
| Середня температура, °C | 17,6            | 18,5            | 21,4            | 23,4            | 25,3            | 27              | 27              | 27,7            | 26,8            | 25              | 21,9            | 18,7            | 23,4            |
| Середній мінімум, °C    | 12,3            | 13,9            | 16,7            | 18,9            | 21,2            | 23,2            | 23,5            | 23,8            | 23              | 20,6            | 16,6            | 13,3            | 18,9            |
| Норма опадів, мм        | 50.9            | 99              | 131.2           | 258.9           | 385.4           | 804.5           | 1053.9          | 755             | 587.1           | 244.2           | 33.2            | 28              | 4431.3          |
| ----------------------- | --------------- | --------------- | --------------- | --------------- | --------------- | --------------- | --------------- | --------------- | --------------- | --------------- | --------------- | --------------- | --------------- |
| Джерело: Weatherbase    |                 |                 |                 |                 |                 |                 |                 |                 |                 |                 |                 |                 |                 |